# Ibn al-Dschazarī

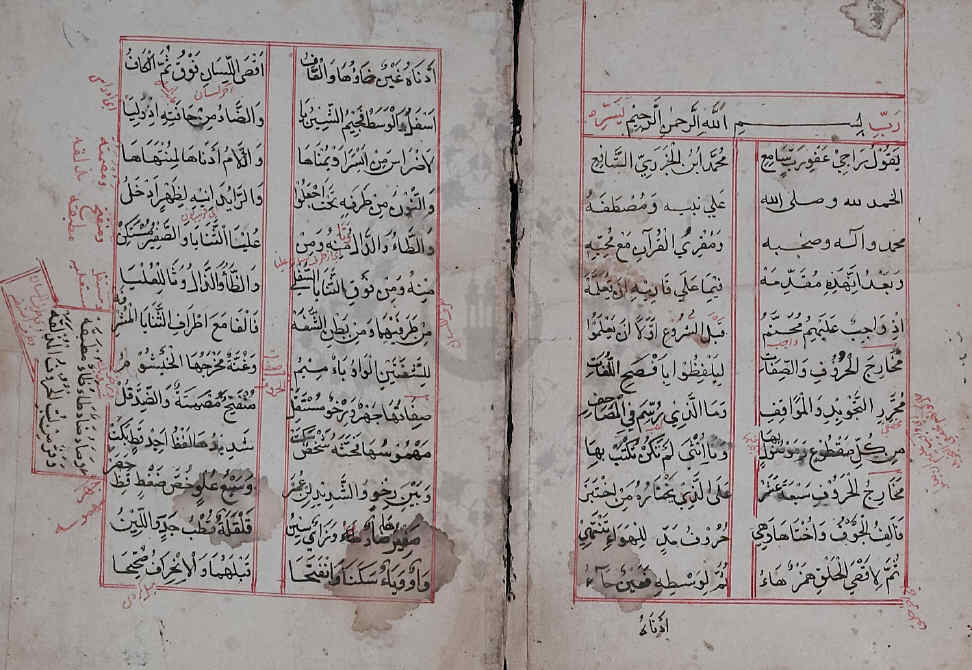
Manuskript aus der Dschazariya

Ibn al-Dschazarī (arabisch ابن الجزري, DMG Ibn al-Ǧazarī, auch Ibn al-Jazari; * 26. November 1350 in Damaskus; † 6. Dezember 1429 in Schiras), auch شمس الدين أبو الخير محمد بن محمد بن محمد بن علي بن يوسف العمري الدمشقي / Šams ad-Dīn Abū l-Ḫair Muḥammad b. Muḥammad b. Muḥammad b. ʿAlī b. Yūsuf al-ʿUmarī ad-Dimašqī, war ein Faqīh, Qādī sowie Koran-Gelehrter.

## Leben
Ibn al-Dschazarī erhielt in seiner Heimatstadt eine traditionelle Ausbildung in den Feldern Hadīth und Qirāʾāt (Lesarten des Koran), wurde als Dreizehnjähriger zum Hāfiz, vollzog 1367 mit seinem Vater den Haddsch und setzte anschließend in Kairo, Damaskus und Alexandria seine Studien zum Koran, Hadith und Fiqh fort. Ab 1373 erhielt er von Ibn Kathīr die Zulassung (Idschāza) als Mufti, 1391 wurde er von Sultan Barquq zum schāfiʿitischen Qādī ernannt. Zwischenzeitlich hatte Ibn al-Dschazarī begonnen, selbst Qirāʾāt-Unterricht zu geben. Nachdem unter nicht ganz klärbaren Umständen Barquq Ibn al-Dschazarīs Besitztümer konfisziert hatte, lebte in weiterer Folge in Bursa. Nach Tamerlans Sieg in der Schlacht bei Ankara sandte ihn dieser nach Samarqand. Nach Tamerlans Tod konnte Ibn al-Dschazarī Transoxanien wieder verlassen, bereiste Chorasan und wurde in Schiras einmal mehr zum Qādī ernannt. Nach weiteren Aufenthalten in Basra, Mekka und Medina kehrte er nach Schiras zurück, wo er 1429 verstarb.

## Bedeutung
Ibn al-Dschazarī verfasste zahlreiche Abhandlungen zu verschiedenen Themen, insbesondere aber zu den Qirāʾāt, Fiqh und Hadīth. Seine Arbeiten zu den Lesarten des Koran und zum Tadschwīd gelten als Klassiker.
Ibn al-Dschazarīs geschichtliche Werke sind als zeitgenössische Quellen zu Ereignissen wie der Schlacht bei Nikopolis von Interesse und enthalten zahlreiche autobiographische Informationen, wodurch über Ibn al-Dschazarīs Lebenslauf viele Details bekannt sind.

## Werke (Auswahl)
- تحبير التيسير في القراءات العشر / Taḥbīr at-taysīr fī l-qirāʾāt al-ʿašr
- تقريب النشر في القراءات العشر / Taqrīb an-našr fī l-qirāʾāt al-ʿašr
- التمهيد في علم التجويد / at-Tamhīd fī ʿilm at-taǧwīd
- طيبة النشر في القراءات العشر / Ṭayyibat an-našr fī l-qirāʾāt al-ʿašr
- منجد المقرئين ومرشد الطالبين / Munǧid al-Muqriʾīn wa-muršid aṭ-ṭālibīn
- جامع الأسانيد في القراءات / Ǧāmiʿ al-asānīd fī l-qirāʾāt
- غاية النهاية في طبقات القراء / Ġāyat an-nihāya fī ṭabaqāt al-qurrāʾ